# Neobisium trentinum
Espèce
Neobisium trentinum est une espèce de pseudoscorpions de la famille des Neobisiidae.

## Distribution
Cette espèce est endémique d'Italie. Elle se rencontre au Trentin-Haut-Adige, en Vénétie et en Lombardie.

## Description
L'holotype mesure 3,7 mm.

## Liste des sous-espèces
Selon Pseudoscorpions of the World (version 3.0) :
- Neobisium trentinum ghidinii Beier, 1942
- Neobisium trentinum trentinum Beier, 1931

## Étymologie
Son nom d'espèce lui a été donné en référence au lieu de sa découverte, le Trentin.

## Publications originales
- Beier, 1931 : Zur Kenntnis der troglobionten Neobisien (Pseudoscorp.). Eos, vol. 7, p. 9-23 (texte intégral).
- Beier, 1942 : Pseudoscorpione aus italischen Höhlen. Bollettino del Laboratoria di Zoologia Generale e Agraria della Facoltà Agraria in Portici, vol. 32, p. 130-136.